# بروس الخارق (فلم)
بروس الخارق أو بروس العظيم (بالإنجليزية: Bruce Almighty) هو فيلم ديني، كوميدي أمريكي انتج عام 2003, اخرجه توم شادياك وبطولة جيم كاري، مورغان فريمان، جينيفر أنيستون، ليزا آن ولتر وآخرون. وكتب قصة الفيلم ستيف كورين، مارك اوكيفي، وستيف اوديكرك. حقق الفيلم إيرادات هامة فاقت 484 مليون دولار. وهو ثالث فيلم ينتج عن عمل مشترك بين توم شادياك وجيم كاري.

## طاقم التمثيل
- جيم كاري في دور بروس
- مورغان فريمان في دور الرب
- جينيفر أنيستون في دور غراس كونالي، زوجة بروس
- ليزا آن ولتر في دور دوبي كونالي
- فيليب بيكر هول في دور جاك بايلور
- ستيف كارل في دور إيفان باكستر
- كاثرين بيل في دور سوزان أورتيغا
- إدي جيميسون في دور بوبي

## القصة
يتحدث الفلم عن مراسل قناة تلفزيونية لا يحالفه الحظ ويتعرض للطرد بسبب تجاوزاته في التقديم ولا يحالفه الحظ في الحياة في كل شيء بسبب عدم تفكيره بالآخرين وكثير النقمة والتجديف ويقوم بعزو ذلك إلى أن الخالق العظيم يكرهه إلى أن يفيض به الكيل فيقوم بتوجيه كلامه لله بكلام قاسٍ إلى أن يفاجأ ذات يوم بأن رقم غريب يرن على هاتفه بإلحاح وعندما يجيب يأتي له الرد بأن هناك وظيفة تنتظره في وقت ومكان معينين وهناك يلتقي بشخص (يلعب دوره الممثل الأسمر مورغان فريمان) ويخبره بأنه هو الخالق نفسه، فلا يصدق بروس (جيم كاري) فيؤكد له بأنه سيضعه مكانه لمدة سبعة أيام ويكون هو الخالق طوال تلك الفترة وان الجميع تحت سيطرته ولكن ليس له قدرة عليهم في أمر واحد وهي (الإرادة الحرة) لكل مخلوق، فهو مثلا (وان كان الخالق نفسه) لا يستطيع أن يجبرهم حتى على حبه أو كرهه، فتتوالى الاحداث فنجد ان بروس يستغل تلك القوة الخارقة لتصفية حساباته مع خصومه ويعود لقناته التلفزيونية ناجحا لكن مقابل خسارة علاقته بحبيبته (التي تقوم بدورها جينيفر أنيستون) ويذكره الخالق بأنه لا يستطيع أن يتدخل بالإرادة الحرة لأي مخلوق بل يجب عليه أن يجعل الآخرين بمن فيهم حبيبته (يحبونه) وهكذا تتوالى المشاكل والكوارث حتى تخرج عن سيطرة بروس (الخارق).
فيستسلم ويطلب ان يتنازل عن (الوهيته) قبيل انتهاء تلك الفترة وانه يريد إعادة علاقته بحبيبته ليتزوجها وبالفعل يفهم ان الخلل ليس في الخالق أو الآخرين بل به هو وحده لأنانيته وعدم اكتراثه بالاخرين وبأنه يعيش وسط محيط ومجتمع يحتاجه مثلما هو يحتاج إليه وان التفاعل بين بني البشر هو الأمر الطبيعي والإيجابي وإذا أراد النجاح في كل شيء فيجب أن يبذل جهده وان لا ينسى ان يكون ايجابيا وان النجاح لا يأتي دون مشقة وهكذا يعود لحياته الطبيعية ويتزوج حبيبته وينجح في عمله بقدر اجتهاده. وطبعا لما أصبح بروس الآلة كانت تأتية صلوات البشر كوسواس في رأسة ولم يستطع تحمل ذلك فأجاب علي كل الصلوات بكلمة نعم وحقق كل طلبات البشر فنتج عنها شجارات علي اليانصيب وفي البنوك ومنهم من حصد الخير ومنهم من حصد الشر. والمهم نستنج من ذلك حكمة الرب في تحقيق الأماني لبعض البشر وتأخير الأمنيات لبعض البشر.

### ردود النقاد
تلقى الفيلم مراجعات متواضعة من مختلف النقاد حيث حصل على نسبة 48% على موقع الطماطم الفاسدة بناءً على 184 مراجعة. وتجدر الإشارة إلى أنه في مصر وماليزيا وقع حظر على الفيلم لتجسيده للذات الإلاهية في صورة بشر، وهو ما يتعارض مع مبادء الإسلام.

## وصلات خارجية
- الموقع الرسمي
- مقالات تستعمل روابط فنية بلا صلة مع ويكي بيانات